# カイジ (キノコ)
カイジ（槐耳）はサルノコシカケ科のキノコの一種である。槐蛾、槐栓菌ともいう。

## 概要
中国の老齢な槐（エンジュ）の木に寄生する。槐の木に半円形で寄生する姿が「人間の耳」のように見えることからカイジ（槐耳）と呼ばれるようになった。子実体は硬質で味は苦い。また、宿主であるエンジュの蕾には止血作用が認められている。同様に中国では古くからカイジにもさまざまな薬効があるとされ、煎じるなどして民間療法に用いられてきた。

## 分布
中国の河北省、山東省、陝西省に分布。近年はエンジュの古木が少なくなったこともあり、野生のカイジは希少なものとなっている。

## 漢方薬として

### 歴史
カイジは古くから漢方薬として知られており、1500年程前の唐代の医学書「新修本草」にはカイジには「治風、破血、益力、主治五痔、心痛の効果がある」との記載が見られる。また、他の漢方文献「肘后方」、「唐本草」にも、「味は苦く、辛く、無毒で、効能は治風、破血、益力」などの記載が見られる。明代の「本草綱目」にもカイジの記述があり、古来から中国では広く知られて、民間でも薬用としてさまざまな用途に使用されていたものと思われる。しかし、清代以降はカイジは入手困難となり、カイジの薬としての記述は見られなくなっていく。
アメリカ国立がん研究所NCIの薬辞典NCI Thesaurus Code: C125001にカイジHUAIERが収録されている。